# Γ-氨基丁酸B受体
γ-氨基丁酸β受体（又名GABABR）是代谢型γ-氨基丁酸（GABA）跨膜受体，其通过G蛋白与钾通道连接。在动作电位结束时，钾浓度的变化使细胞超极化。GABAB介导的IPSP的翻转电位为-100mV，其比GABAA IPSP更加超极化。GABAB受体存在于中枢神经系统和周围神经系统的自主神经分叉中。
该受体首先在1981年被确定，由Norman Bowery和他的团队使用放射性标记的巴氯芬确定其在中枢神经系统中的分布。

## 功能
该受体的激活可以刺激K+通道的开放，使神经元更接近K+的平衡电位。这降低了动作电位的频率，从而减少了神经递质的释放。因此，GABAB受体是抑制性受体。
研究显示通过使用具有Gi /G0α亚基的G蛋白，GABAB受体的激活还降低腺苷酸环化酶和Ca2+通道的活性。
GABAB受体参与乙醇，γ-羟基丁酸（GHB），并可能在疼痛的生理作用。最近的研究表明，这些受体可能发挥更重要的作用。

## 配体

### 激动剂
- GABA
- 巴氯芬
- γ-羟基丁酸
- 异缬氨酸
- 菲尼布特（β-苯基-γ-丁酸）
- 3-氨基丙基次膦酸（英语：3-Aminopropylphosphinic acid）
- Lesogaberan

### 正向异构调节剂
- 芬地林（英语：Fendiline）
- BHF-177[9]
- BHFF
- BSPP
- GS-39783（英语：GS-39783）[10]
- CGP-7930[11][12]

### 拮抗剂
- 高牛磺酸[13]
- 人参皂苷[14]
- 2-苯乙胺
- CGP-35348（英语：CGP-35348）